# Barcellona Pozzo di Gotto
Barcellona Pozzo di Gotto – miasto i gmina we Włoszech, w regionie Sycylia, w prowincji Mesyna.
Według danych na rok 2004 gminę zamieszkiwało 41 569 osób, 716,7 os./km².